# Penjat
|  | Aquest article tracta sobre el joc. Si cerqueu a les persones penjades, vegeu «forca (pena de mort)». |

El penjat és un joc de mots per a dues persones o més. L'objectiu és tractar d'endevinar el mot en el qual pensa un dels participants. Com a pista, s'indica el nombre de lletres, indicant-lo amb una ratlla horitzontal per cadascuna. La resta de participants van dient una lletra a cada torn; si aquesta es troba en el mot secret, s'escriu a tots els llocs on es troba i, si no, s'afegeix un traç al dibuix del penjat. El joc finalitza quan s'acaba el dibuix abans d'endevinar el mot secret, o bé quan el mot és descobert.
Es considera un joc infantil i sovint s'utilitza a les aules com una manera entretinguda d'aprendre vocabulari i treballar l'ortografia.

## Regles
Tot i ser un joc popular a moltes parts del món, hi ha certa ambigüitat en les regles més bàsiques del joc.
Per començar, no queda clar què constitueix una paraula vàlida. Per exemple, si cada paraula amb definició al diccionari és vàlida s'hi haurien d'incloure les lletres en si mateixes, però això aniria contra l'esperit del joc ja que no es dona cap informació sobre quina es tracta, convertint-lo en un joc de pur atzar.
Tampoc està ben indicat què és i què no és una lletra. Per exemple, hi ha qui considera la ce trencada una lletra a part, mentre que hi ha qui argumentarà que al dir "ce" s'ha de marcar també a la paraula si aquesta conté alguna ce trencada. Guionets, punts volats o apòstrofs generalment no es consideren lletres, però hi ha discussió sobre si s'han de marcar a l'inici als llocs corresponents de la paraula, i el mateix pot passar amb accents, dièresis, etc.
Es pot indicar o no quines lletres s'han dit i no es trobaven al mot. Tampoc queda clar quants traços són necessaris per considerar el dibuix acabat, o com es representa exactament.
Aquesta falta d'estandardització en les regles el fa un joc susceptible a les trampes.

## Estratègia
Es poden utilitzar estratègies per minimitzar els errors al intentar descobrir la paraula secreta respecte a dir lletres a l'atzar. La més òbvia és tenir en compte la freqüència de les lletres en ordre decreixent. Tot i això, la clau és eliminar possibles paraules segons la posició de les lletres que ja s'han identificat, i també segons aquelles que ja s'ha indicat que no es troben a la paraula. Per tant, l'estratègia que maximitza això consisteix en dir aquella lletra que elimini més possibilitats a la vegada tenint en compte la informació actual.
1. Considerar totes les paraules que podrien ser, donada la informació que ja tens (la llargària de la paraula, on es troben les lletres identificades, i quines no es troben a la paraula)
2. Per cada lletra que no has dit, assumeix que la paraula no conté aquella lletra, i determina quantes paraules possibles quedarien si aquest fos el cas
3. Selecciona la lletra que minimitza aquest valor

Tot i que a nivell humà és bàsicament impossible perfeccionar aquesta estratègia degut a la quantitat de paraules i variables que s'han de tenir en compte, la intuïció del jugador és intentar seguir aquesta pauta el màxim possible, mentre que l'estratègia del que pensa la paraula secreta serà trobar-ne una que compliqui aquesta tasca tant com sigui possible.
Encara que és fàcil pensar que les paraules més llargues són més difícils d'endevinar, i especialment aquelles amb més nombre de lletres diferents, l'estratègia esmentada fa que aquest no sigui ben bé el cas. Segons un estudi de Jon McLoone fet el 2010, en anglès la paraula més difícil d'endevinar és jazz, degut a la presència de lletres poc freqüents en anglès i al fet que una a en segona posició com a única pista en una paraula amb quatre lletres encara té un rang molt elevat de possibilitats. Les 25 paraules més difícils segons aquell estudi comparteixen totes elles aquestes propietats.
Ara bé, la paraula serà més complicada si no forma part del vocabulari dels participants, per tant una altra manera de pensar una paraula que impossibiliti fer servir aquella estratègia és fer servir paraules obscures o que simplement es cregui que aquests no coneixeran de primera mà. Per exemple, fora de l'àmbit de la zoologia serà difícil que algú endevini la paraula cnidari si no l'ha llegit mai, especialment tenint en compte que la conjunció "cn" a principi de paraula és molt poc habitual en català.
Un bon exemple de cas complicat pel que endevina és una paraula de només dues lletres on ja s'ha establert que l'última lletra és una a, perquè encara hi ha molts possibles mots vàlids. Si tenim en compte només la freqüència de les lletres, d'entre les possibilitats restants va i ha haurien de ser més difícils d'endevinar que na. A la pràctica, però, serà més fàcil que els endevini perquè els verbs anar i haver són més utilitzats que l'article na; per això també és important tenir en compte la freqüència d'ús de les paraules. D'altra banda, la paraula ça és alhora poc coneguda i amb una lletra poc freqüent, especialment a principi de paraula, així que seria una opció ideal en aquest cas.